# جوانا مور
جوانا مور (انگلیسی: Joanna Moore؛ ۱۰ نوامبر ۱۹۳۴ – ۲۲ نوامبر ۱۹۹۷) یک هنرپیشه اهل ایالات متحده آمریکا بود.
از فیلم‌های او می‌توان به هیندنبورگ اشاره کرد.